# Westminster School of Art
La Westminster School of Art è stata un'istituzione accademica dedicata all'arte, un tempo situata nel quartiere londinese di Westminster.

## Storia
La Westminster School of Art si trovava al 18ª di Tufton Street del Deans Yard (Westminster, Londra), e faceva parte del vecchio Royal Architectural Museum. H. M. Bateman la descrisse nel 1903 così: 
Nel 1904 la scuola d'arte si trasferì e si fuse con il Westminster Technical Institute, in un edificio a due piani sulla Vincent Square di Westminster, fondato nel 1893 dalla filantropa Angela Burdett-Coutts, 1ª baronessa Burdett-Coutts.